# Akademio de Esperanto

Il logo dell'accademia.

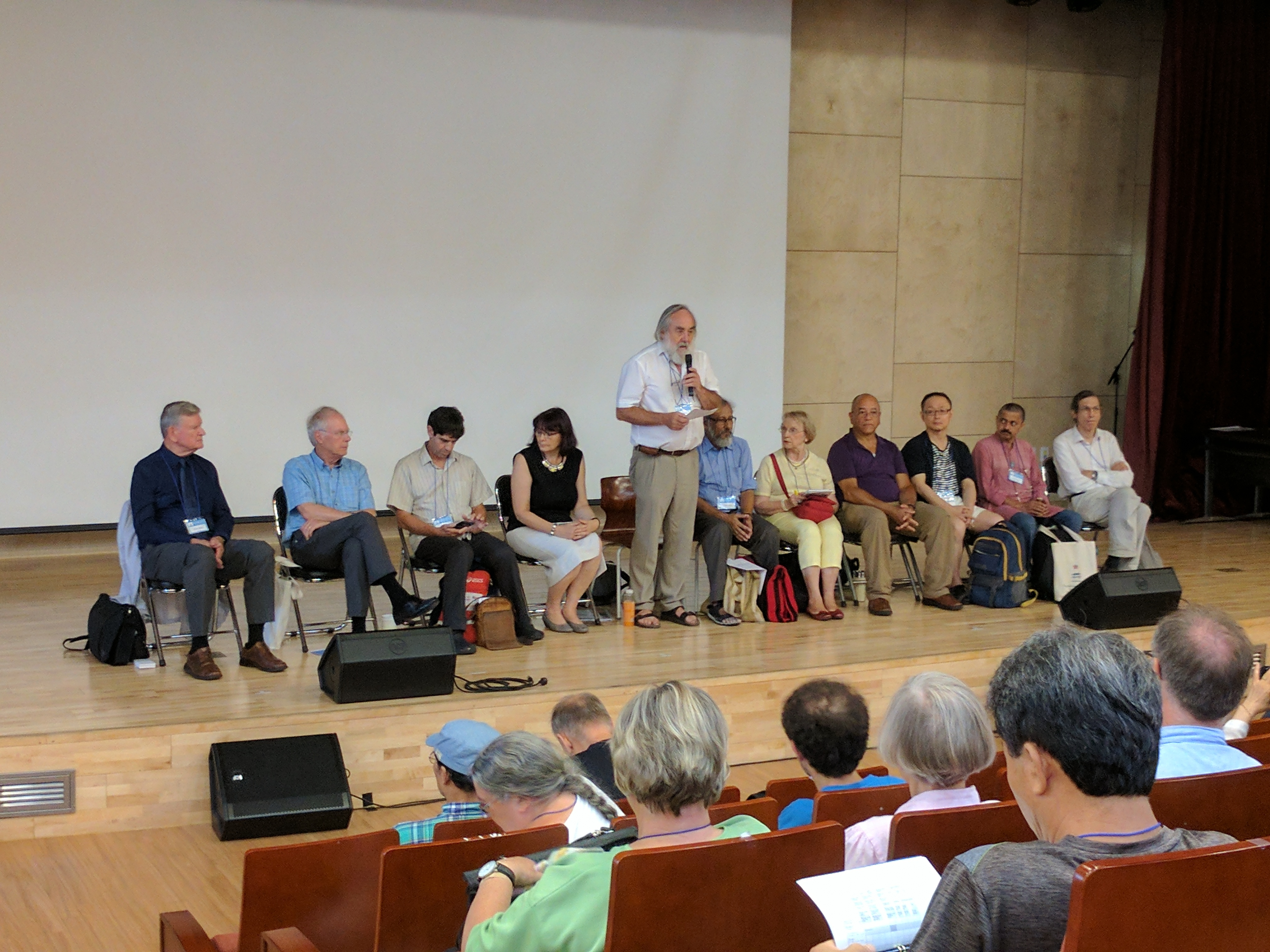
Gli accademici riuniti in occasione del Congresso universale di esperanto, Seul, 2017.

La Akademio de Esperanto (AFI: /akadeˈmio de espeˈranto/; lett. "accademia di esperanto"), in sigla AdE, è «un istituto linguistico indipendente il cui scopo consiste nel conservare e proteggere i princìpi fondamentali della lingua esperanto e nel controllare la sua evoluzione».
È composta da 45 membri eletti per 9 anni, e si rinnova per un terzo dei componenti ogni tre anni. Ogni proposta di candidatura a nuovo membro dell'Accademia dev'essere avanzata da almeno cinque accademici di almeno tre lingue nazionali diverse.
Gli organi ufficiali dell'Accademia sono:
- Oficialaj Informoj de la Akademio de Esperanto;
- Oficiala Bulteno de la Akademio de Esperanto.

## Storia
L'organizzazione fu istituita nel 1905, durante il primo Congresso Universale di esperanto, dietro proposta dello stesso Ludwik Lejzer Zamenhof, iniziatore della lingua.
Dapprincipio la sua denominazione era Lingva Komitato ("comitato linguistico"), mentre il nome di Akademio de Esperanto era riservato per una sua commissione interna; dal 1948 l'organizzazione e la commissione sono uniti, e da allora la Akademio ha assunto il suo nome attuale.

## Struttura
L'Akademio si suddivide in sezioni, ciascuna delle quali si occupa di aree linguistiche specifiche; ognuna di esse è guidata da un direttore. I membri della Akademio sono liberi di aderire a più sezioni in base ai propri interessi e competenze; inoltre le sezioni non sono prefissate, ma possono essere create a seconda delle necessità.
Le attuali sezioni sono dedicate alla lingua specialistica (faka lingvo), alla grammatica (gramatiko), al lessico generale (ĝenerala vortaro), alla letteratura (literaturo), alla pronuncia (prononco), al controllo degli strumenti di apprendimento (kontrolado de lerniloj) e alla risoluzione di quesiti linguistici posti dalla comunità esperantista tramite posta elettronica o comunicazione scritta (konsultejo).
L'Akademio comprende inoltre alcune commissioni che non si occupano di questioni linguistiche. Similmente alle sezioni, le commissioni sono guidate da un direttore. Attualmente è in funzione una sola commissione che è preposta alla storia della Akademio (historio de la Akademio de Esperanto).

### Ilkonsultejo
Dal 1999 la Akademio ha attivato il konsultejo, un servizio che permette a chiunque ne avesse bisogno di avanzare un quesito di natura linguistica e di ottenere una risposta ufficiale (sotto forma di consiglio o raccomandazione) da parte dell'organismo.

## Presidenti
I presidenti della Akademio sono stati:
- Johannes Isbrücker ( Paesi Bassi), 1948-1963
- Gaston Waringhien ( Francia), 1963-1979
- William Auld ( Regno Unito), 1979-1983
- André Albault ( Francia), 1983-1995
- Werner Bormann ( Germania), 1995-1998
- Geraldo Mattos ( Brasile), 1998-2007
- John C. Wells ( Regno Unito), 2007-2010[3]
- Riconferma di John C. Wells, 2010-2013[3]
- Christer Kiselman ( Svezia), 2013-2016[4]
- Probal Dasgupta ( India) 2016-In carica[5]

## Membri
Al 2 marzo 2022, gli accademici sono:
- Javier Alcalde
- Tatjana Auderskaja
- Bak Giwan
- Marc Bavant
- Hans Becklin
- Kirilo Brosch
- Duncan Charters
- Renato Corsetti
- Marcos Cramer
- Probal Dasgupta
- Simon Davies
- Mariana Evlogieva
- Grant Goodall
- Edmund Grimley Evans
- Nikolao Gudskov
- Maritza Gutiérrez González
- Hirotaka Masaaki
- Jesper Jacobsen
- Ruth Kevess-Cohen
- Boris Kolker
- Erich-Dieter Krause
- Jouko Lindstedt
- Liu Haitao
- François Lo Jacomo
- Anna Löwenstein
- Vilhelmo Lutermano
- Ahmad Mamdoohi
- Mao Zifu
- Valentin Melnikov
- Georgi Mihalkov
- Lee Miller
- Carlo Minnaja
- Brian Moon
- Pavel Mozhaev
- Marc van Oostendorp
- Tim Owen
- Paul Peeraerts
- Barbara Pietrzak
- Fernando Pita
- Giridhar Rao
- Orlando Raola
- Nicola Ruggiero
- Alexander Shlafer
- Amri Wandel
- Bertilo Wennergren